# Gustaf Lindgren (boktryckare)
Anders Gustaf Sebastian Lindgren, född 1 februari 1887 i Göteborg, död där 24 november 1935, var en svensk boktryckare.
Gustaf Lindgren var son till boktryckaren Ernst Gustaf Lindgren och sonson till Anders Lindgren. Efter läroverksstudier i Göteborg och utbildning vid familjeföretaget övertog han 1915 firman A. Lindgren & söner efter sin farbror. Trots svårigheter i samband med lågkonjunkturen vid första världskrigets slut lyckades han klara firman. Verksamheten utökades genom en egen kartongfabrik, bokbinderi och reklamtryckeri. Officinen moderniserades och Lindgren erhöll flera betydande uppdrag bland annat av statliga verk. För att motverka importen av skrivpapper och kuvert startade han även egen fabrikation av dessa varor.
Lindgren var från 1914 gift med Majken Lindgren, född Skog, som efter hans död 1935 övertog ledningen för familjeföretaget.